# Biserica de lemn din Pocruia

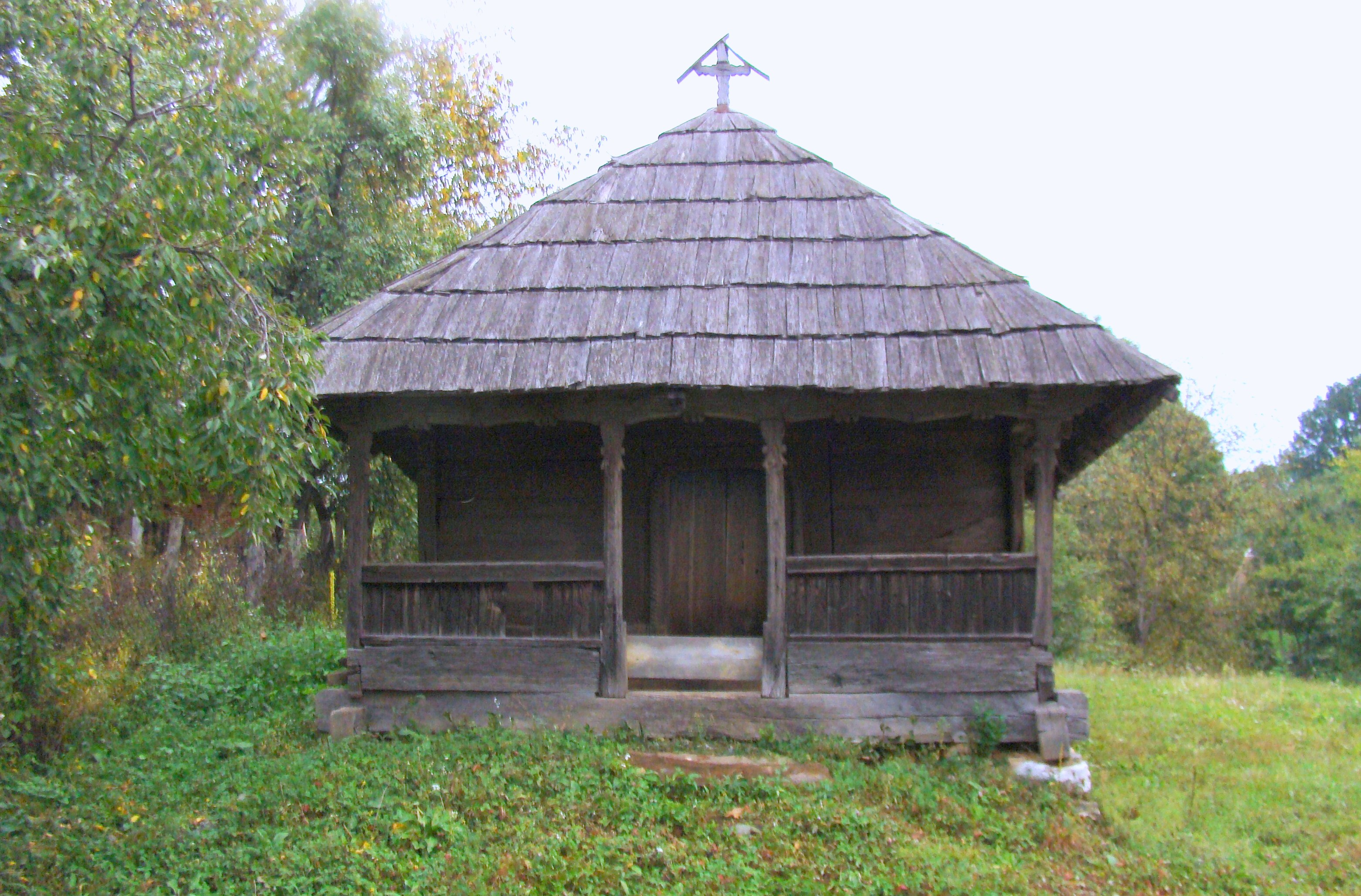
Biserica (vest)

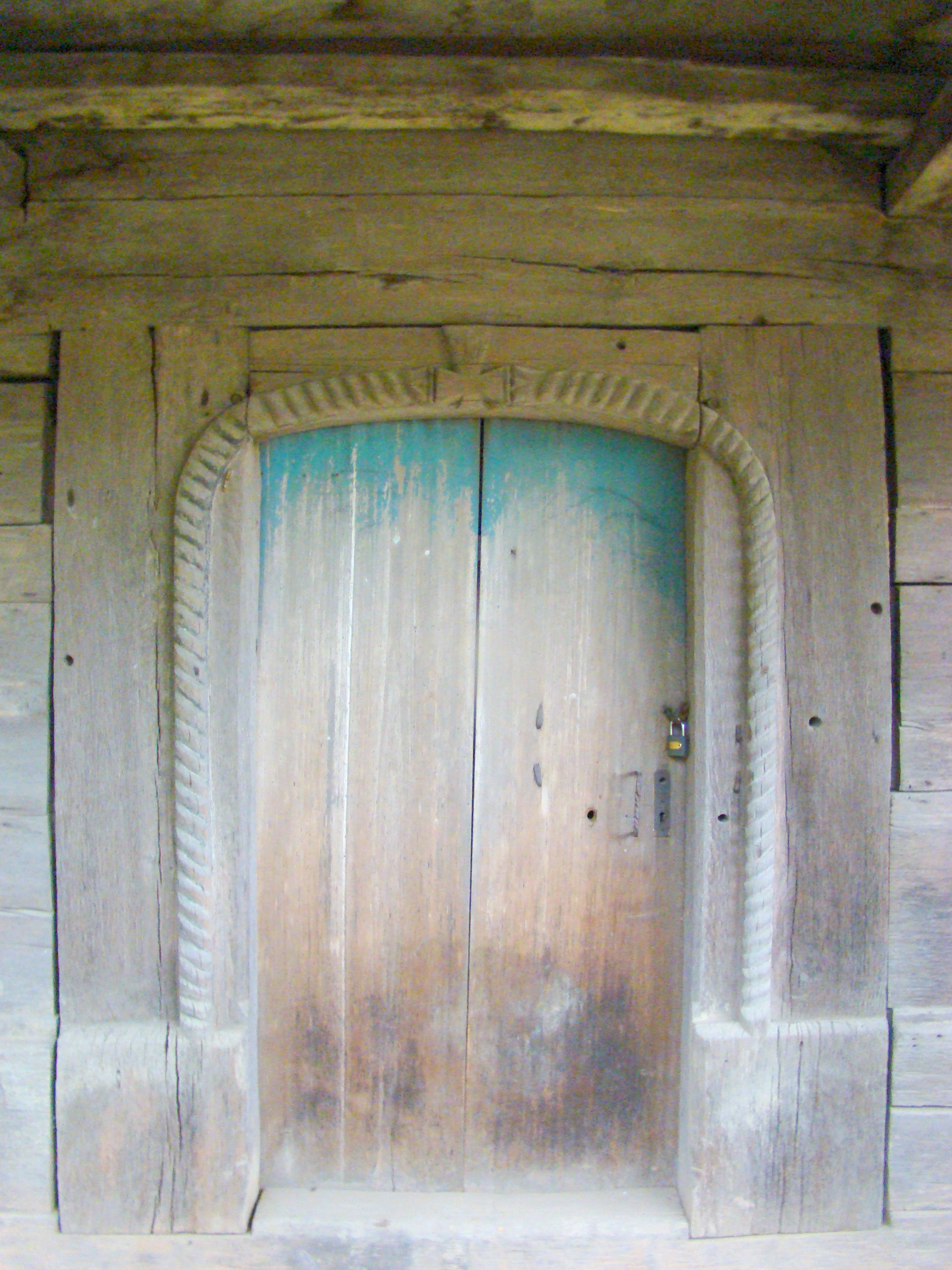
Portalul exterior

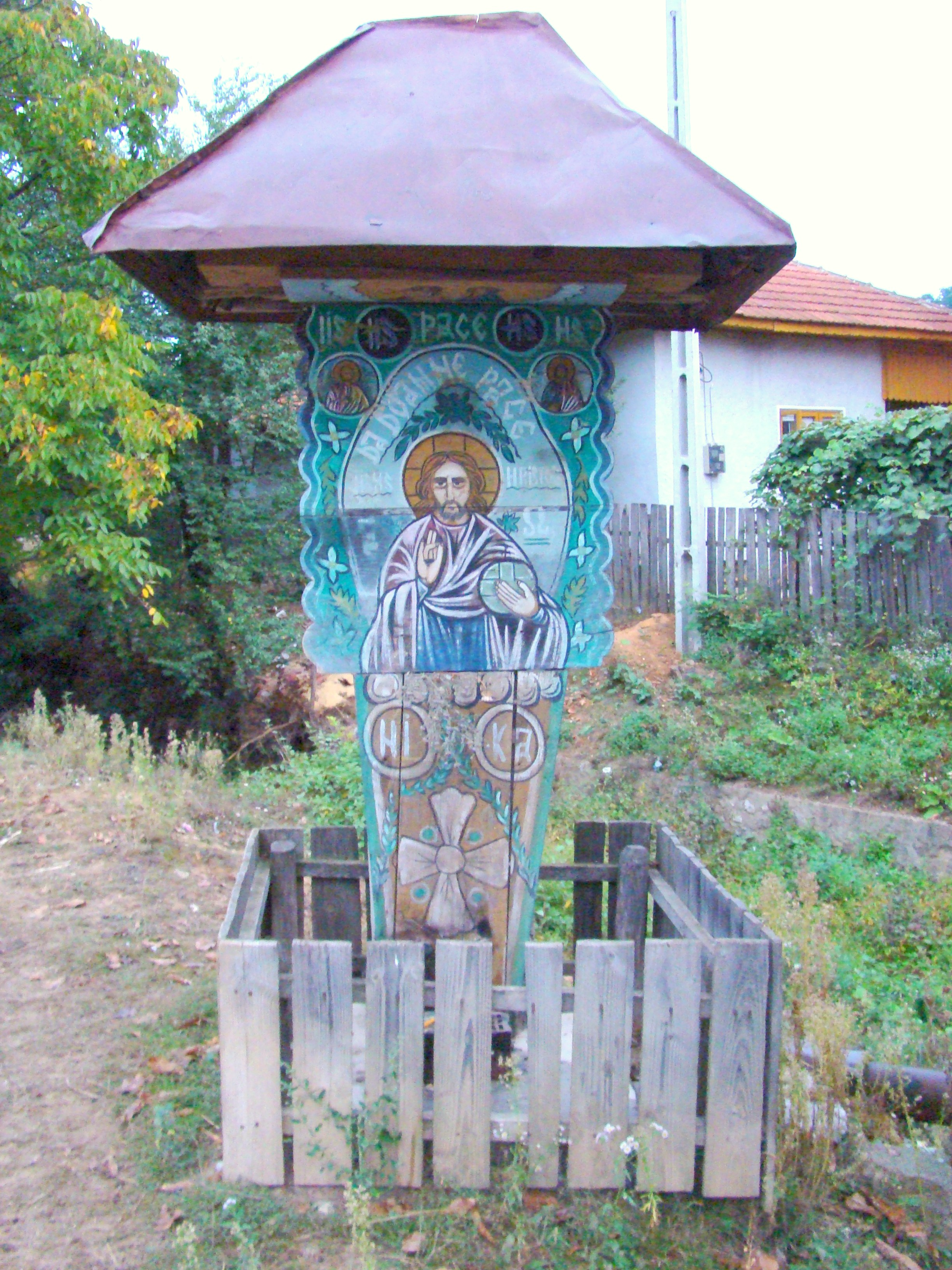
Troița

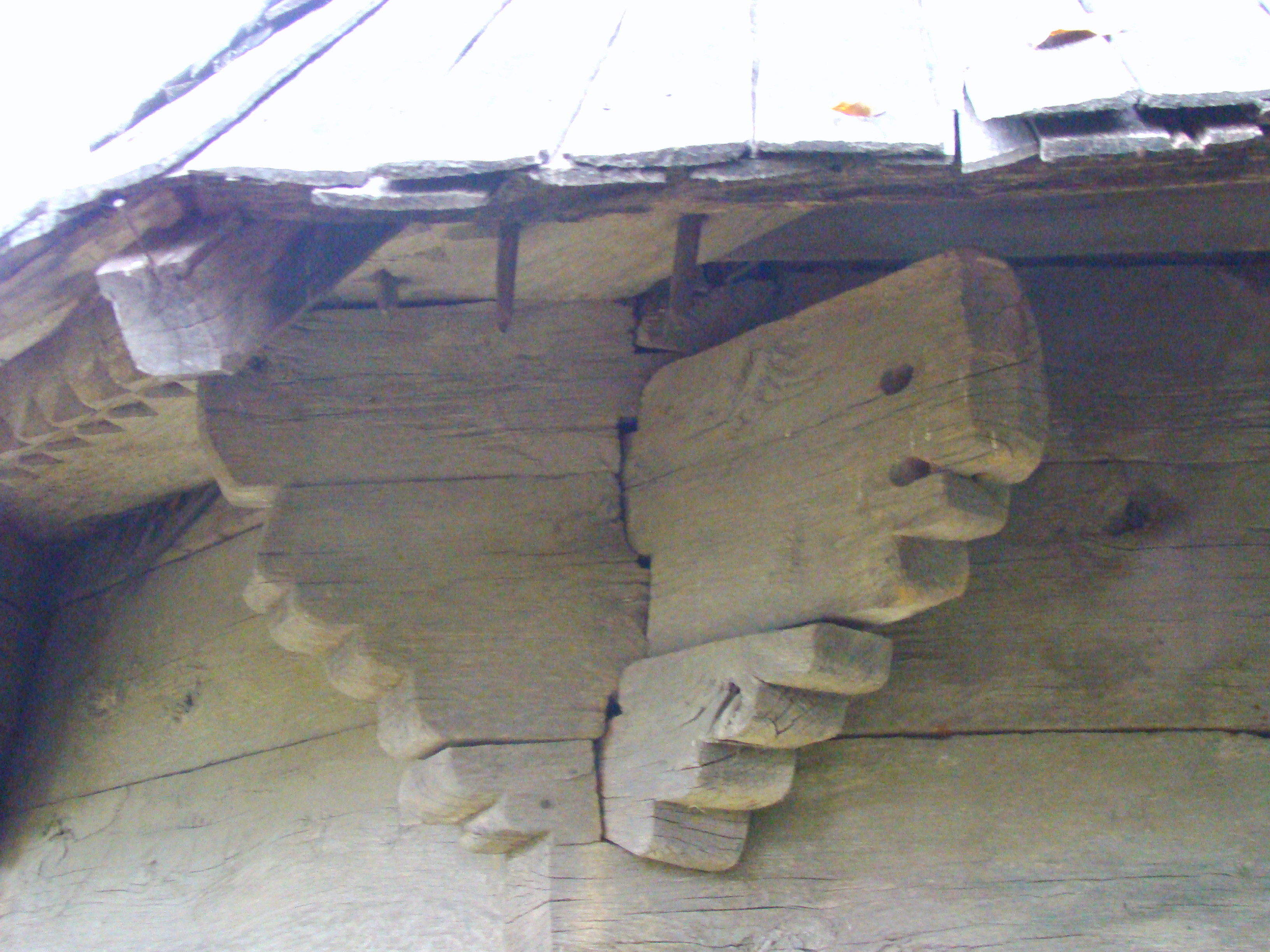
Console

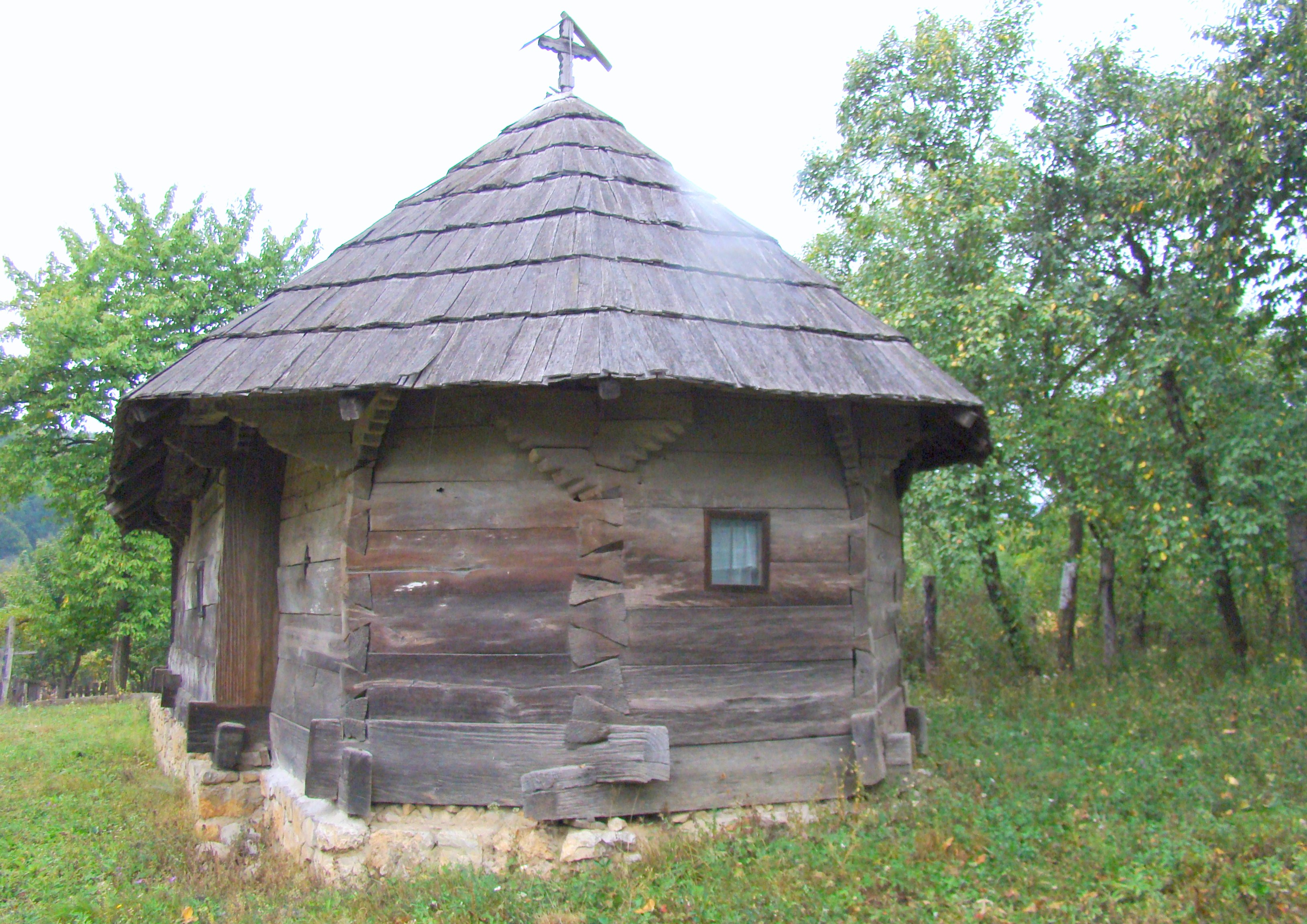
Biserica (est)

Biserica de lemn din Pocruia, oraș Tismana, județul Gorj, a fost construită în jurul anului 1807 . Are hramul „Sfântul Andrei” (30 noiembrie). Biserica se află pe noua listă a monumentelor istorice sub codul LMI:  GJ-II-m-B-09354.

## Istoric și trăsături
Pentru înălțarea bisericii de lemn bibliografia dă anul 1807, preluat din pomelnice. Conform tradiției însă, biserica ar fi mult mai veche. Anuarul Mitropoliei Olteniei din anul 1941 aprecia că biserica are peste 260 de ani. Pe o bârnă, în dreapta intrării, a fost incizat un text din care se distinge văleat 7280 (anul 1772). O inscripție de secol XVIII a fost și în lemnul proscomidiei (la exterior), pe care vremea însă a ros-o. Acestea dau certitudinea nu numai a existenței, în 1772, a bisericii, dar și a anteriorității ei, însemnările, prin locul lor, marcând reparații și nu înălțarea din temelie.
Pereții, ridicați pe un soclu de piatră la restaurare, înscriu o navă dreptunghiulară, de dimensiuni modeste (6,54 m/4,35 m) și un altar poligonal decroșat, cu cinci laturi. Acoperirea interioară prevede o boltă în leagăn, intersectată cu fâșii curbe deasupra altarului.
Tâmpla bisericii are o parte originară, cealaltă fiind pictată sau repictată spre sfârșitul secolului al XIX-lea. Cea dintâi, de tradiție postbrâncovenească, datează de la văleat 7315 (1806), numele artistului, greu descifrabil (poate Lațco), fiind consemnat pe icoana „Deisis”. Data și autorul celeilalte sunt scrise pe poalele decorate cu heruvimi: „1873 ghenarie, Ioan zugravu”.
Pomelnicele sunt datate 7315 (1806-1807), dată acceptată pentru construirea bisericii. Ea marca reparația din temelie și înzestrarea cu podoabe, acțiuni cu implicare colectivă. În altar, la proscomidie, un panou amintește fiecare părtaș, laic sau monah, scriși pe mai multe șiruri.
Biserica, aflată în pragul ruinării, a fost restaurată în anul 1959. Altă reparație avusese loc între 1934 și 1938.

## Galerie de imagini

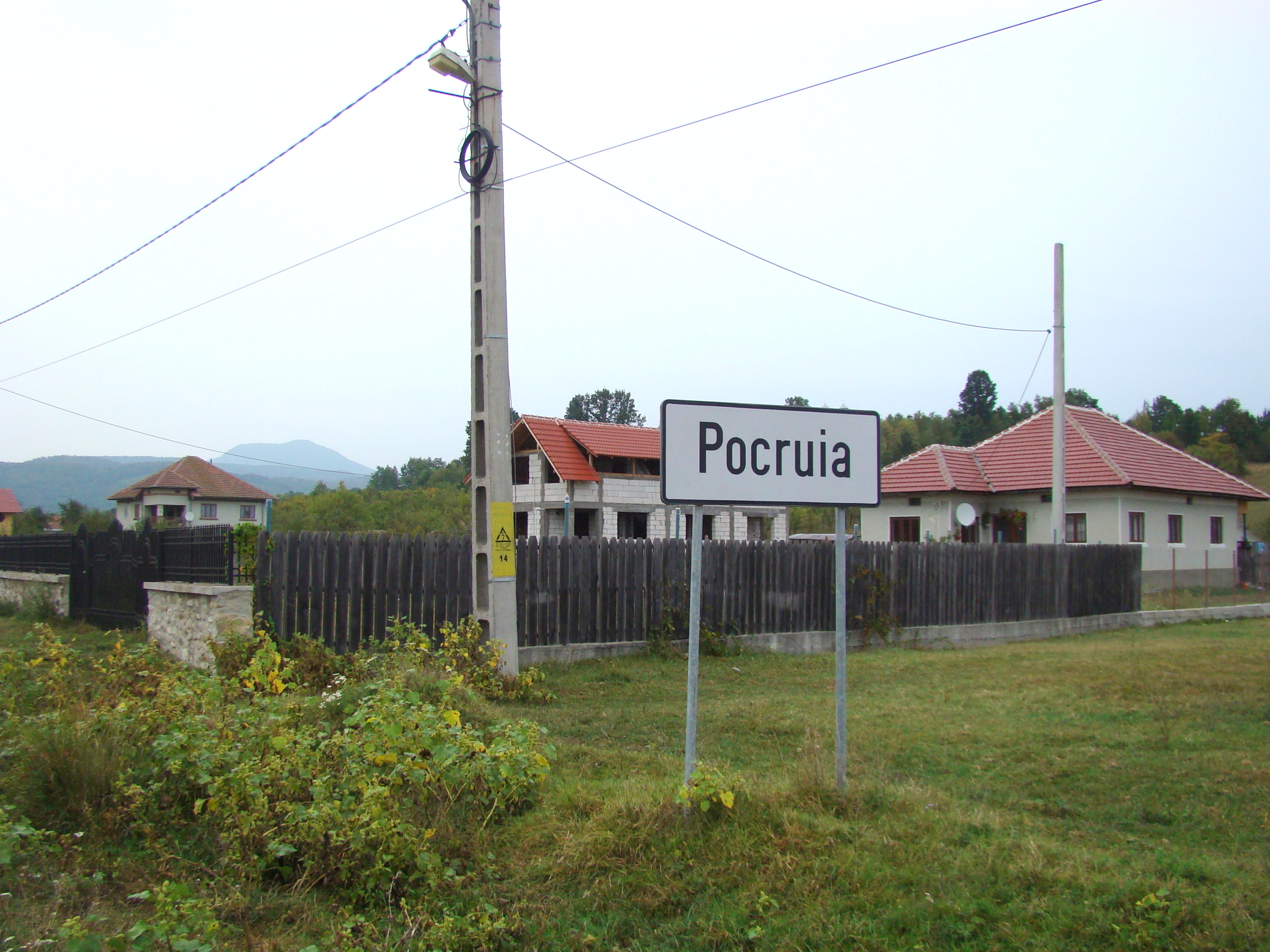
Intrarea în localitate
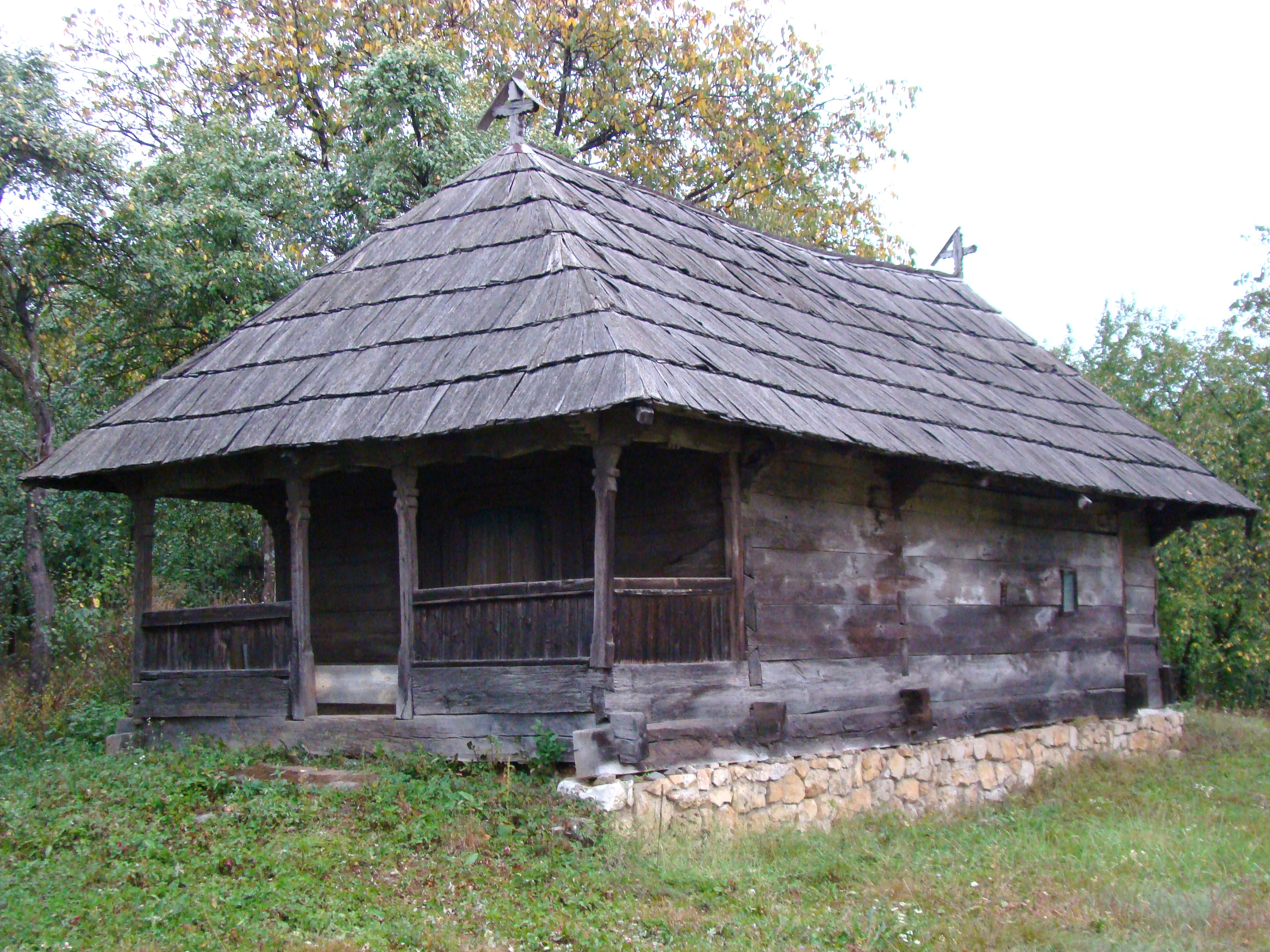
Biserica (sud-vest)
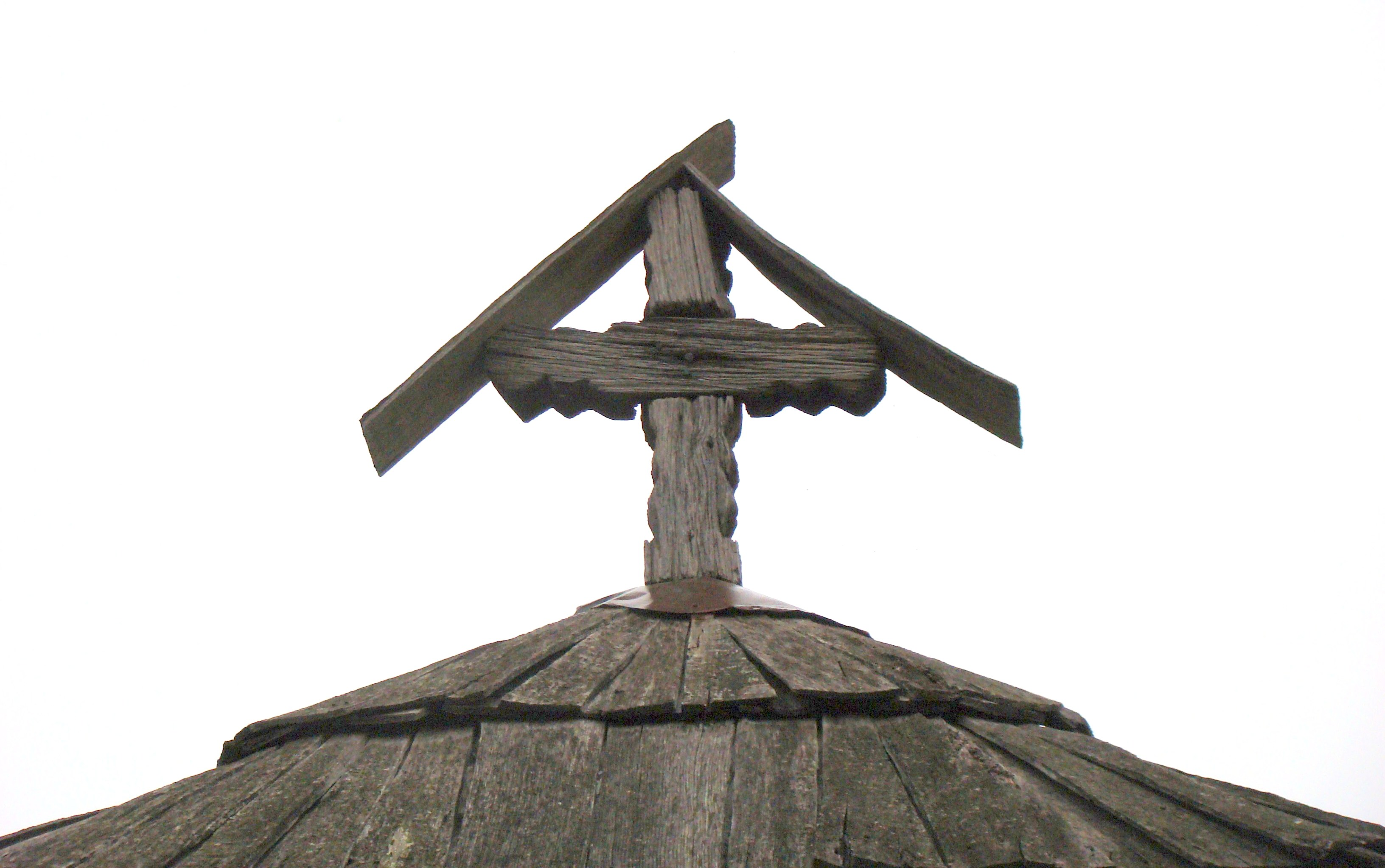
Crucea de pe coamă
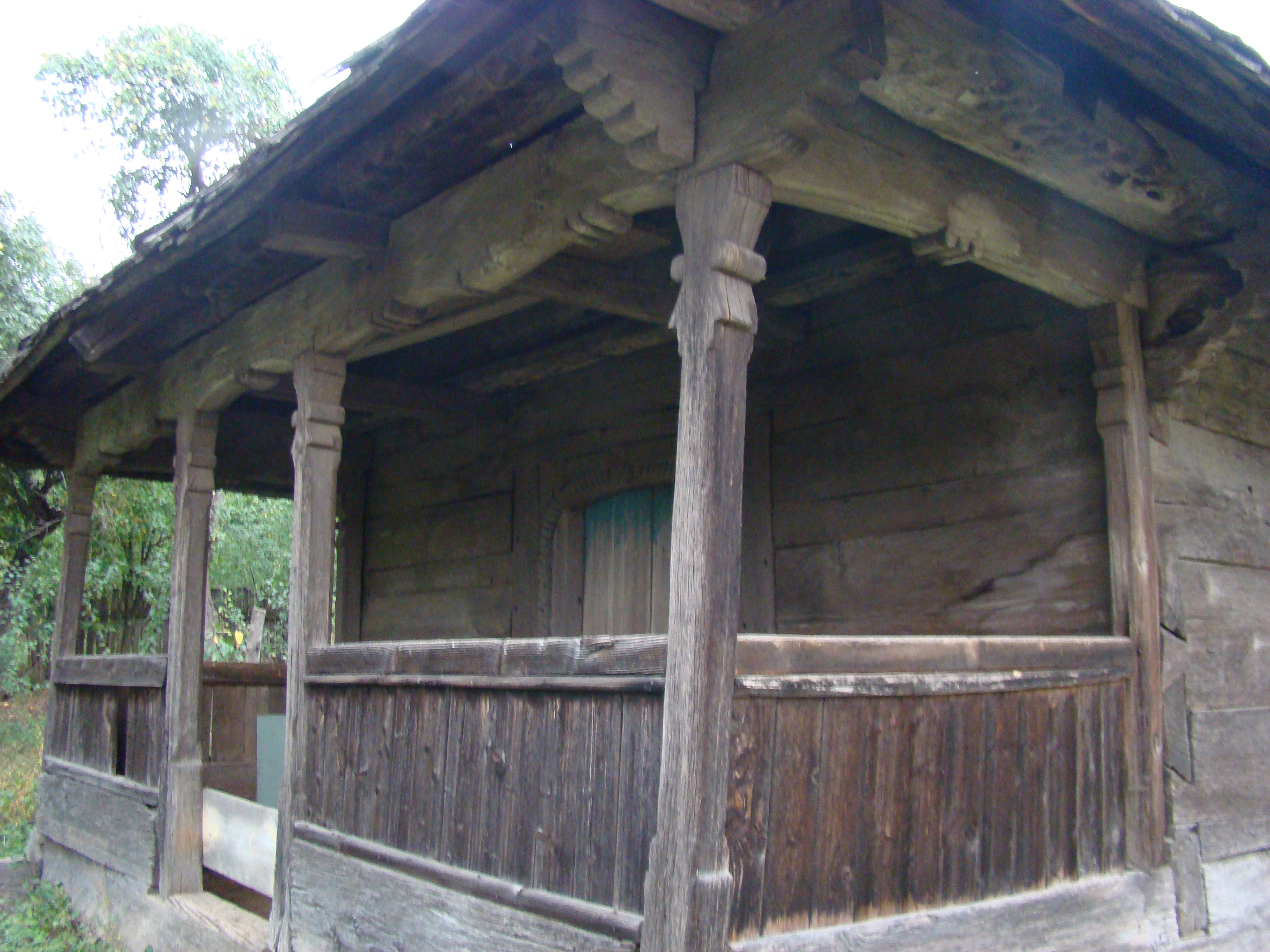
Prispa (vedere din lateral)
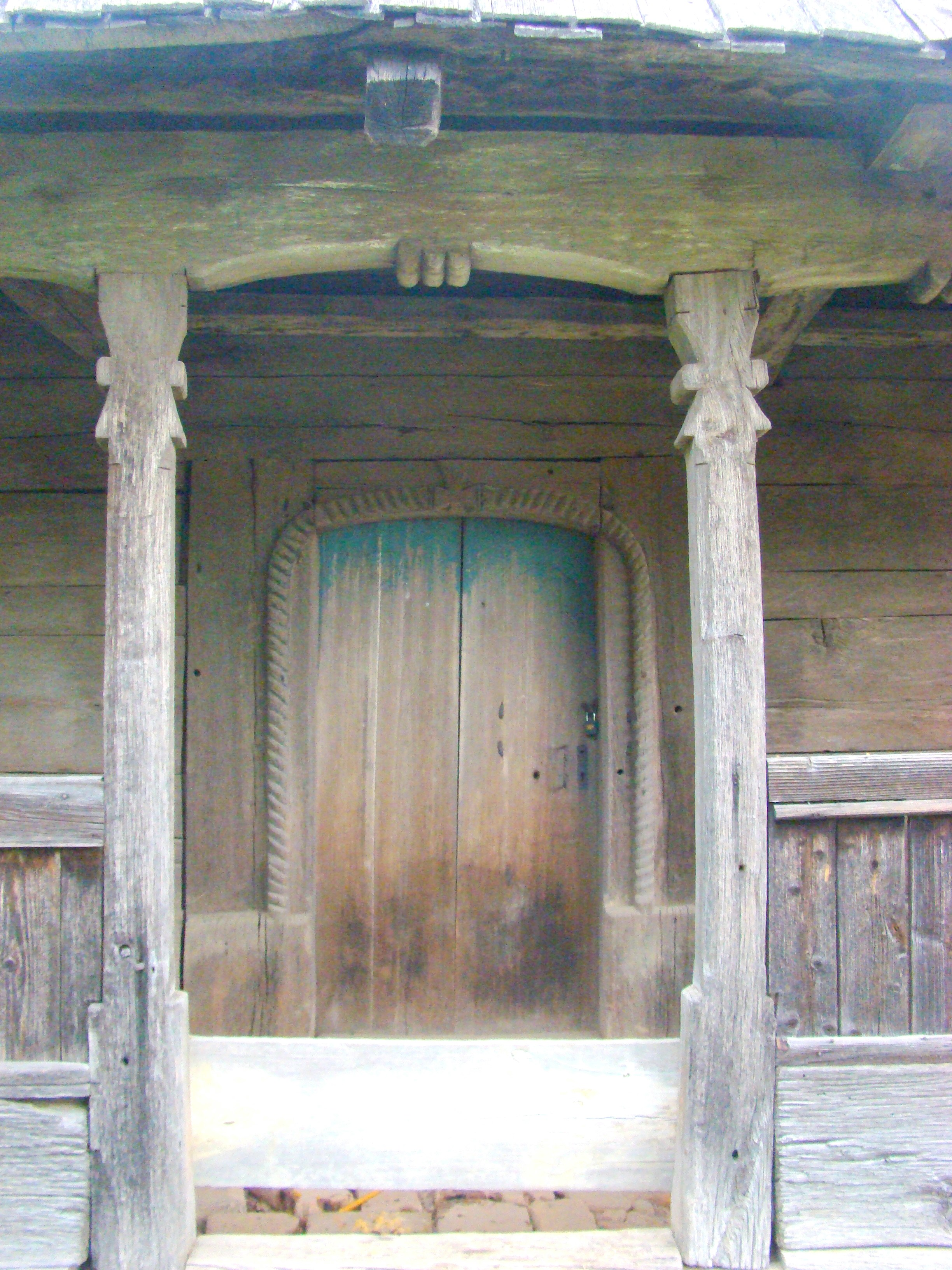
Stâlpi şi fruntar la pridvor; Intrarea
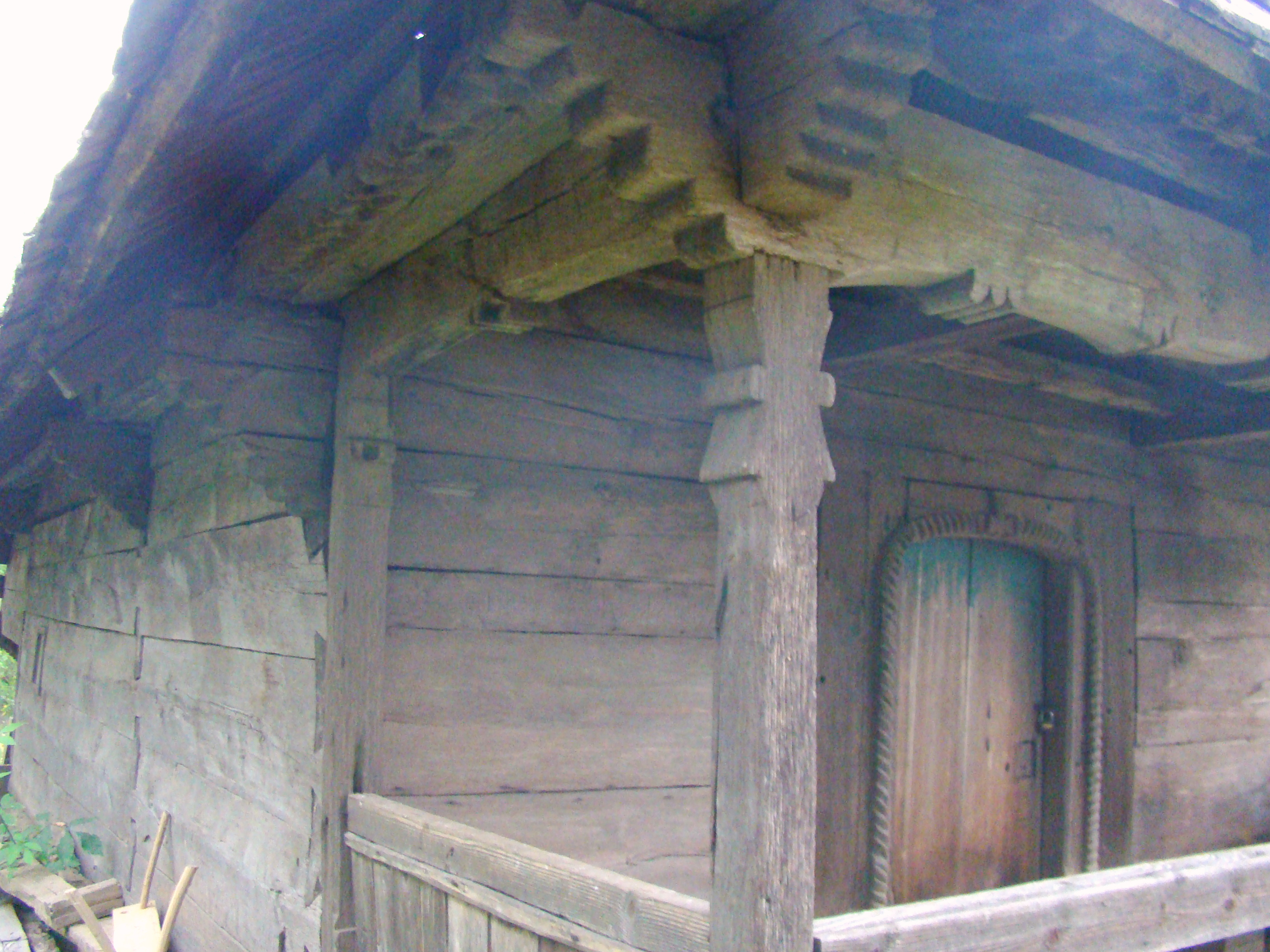
Stâlp şi console la pridvor
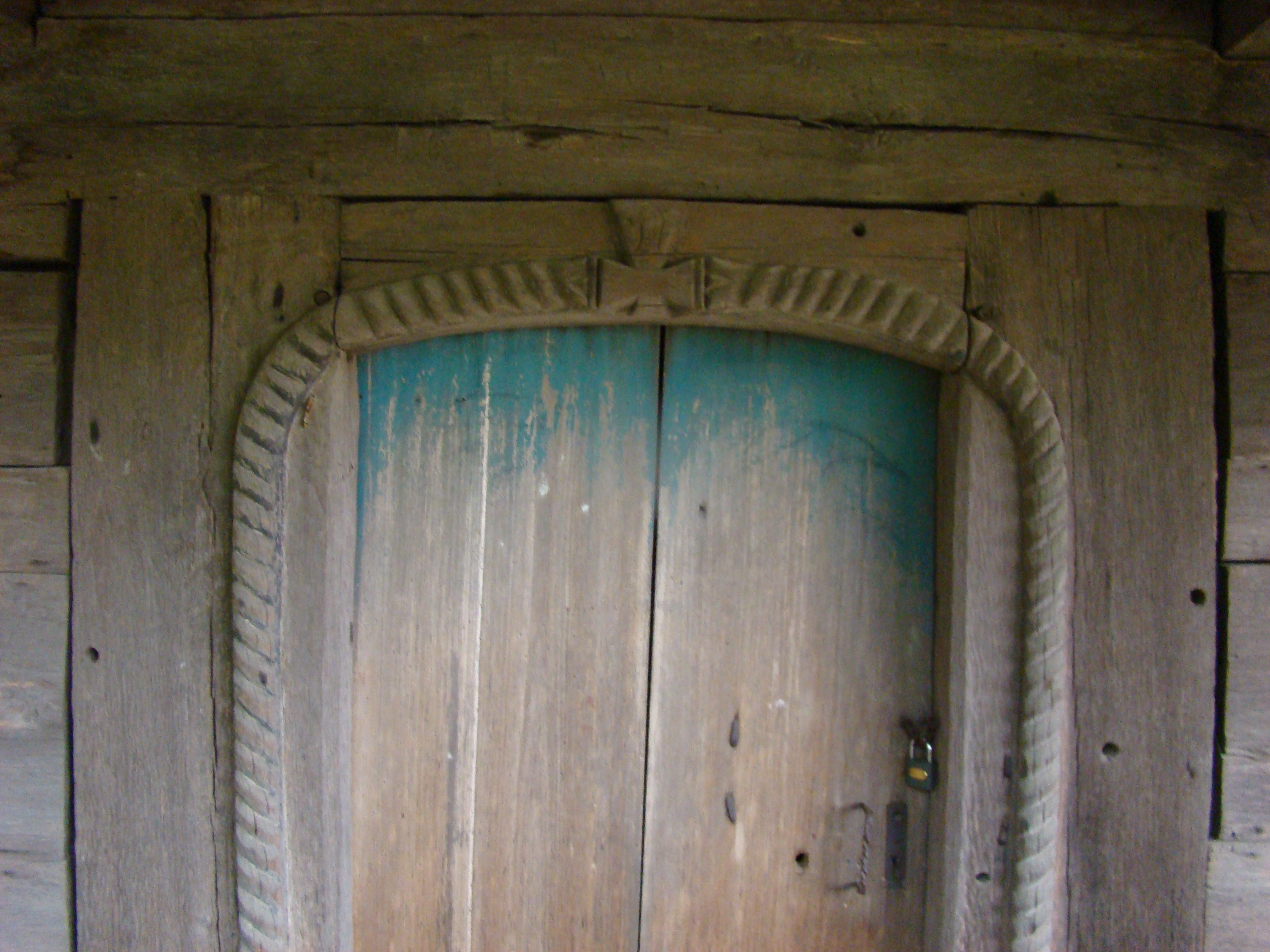
Portalul (detaliu)
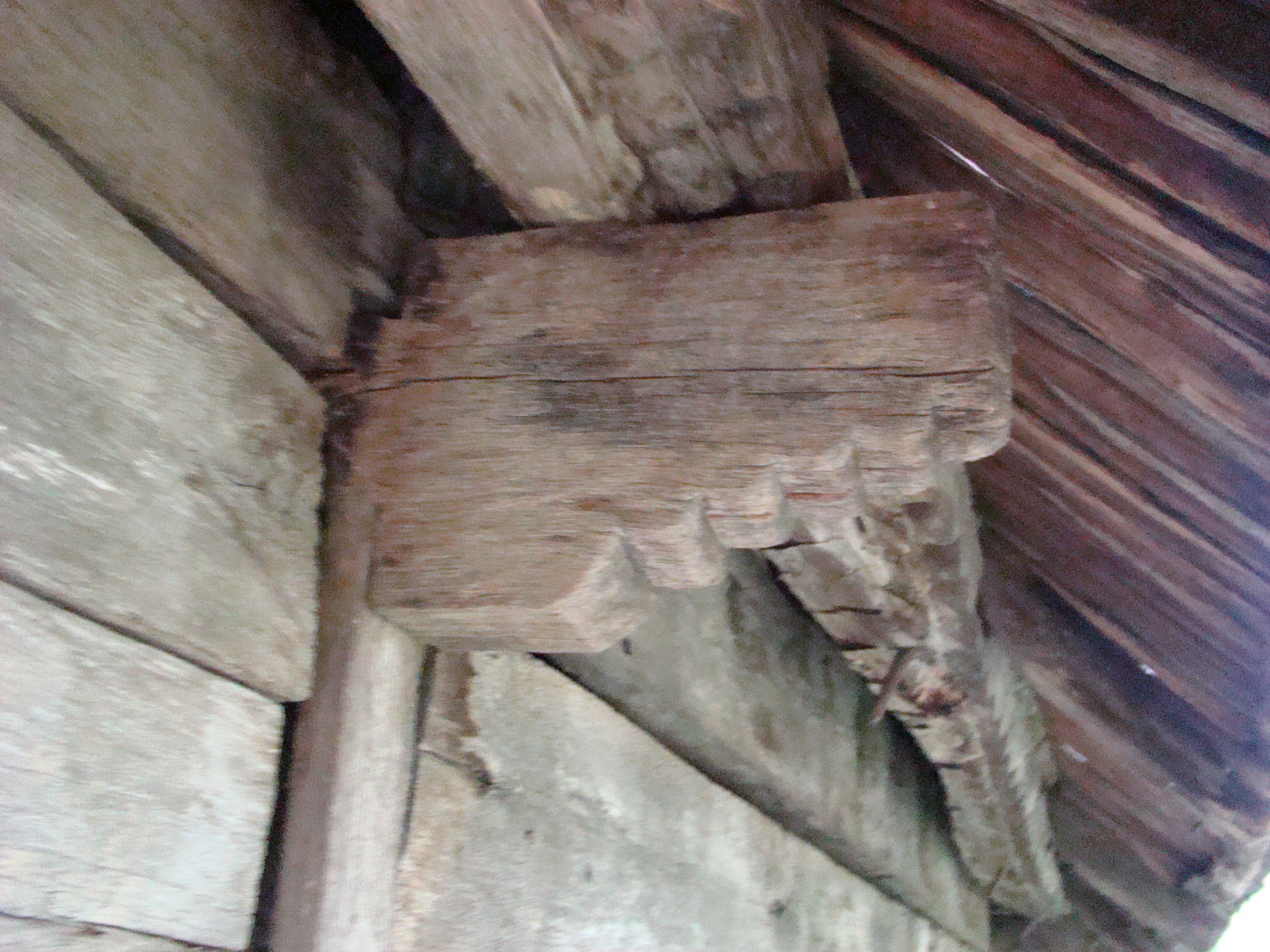
Consolă
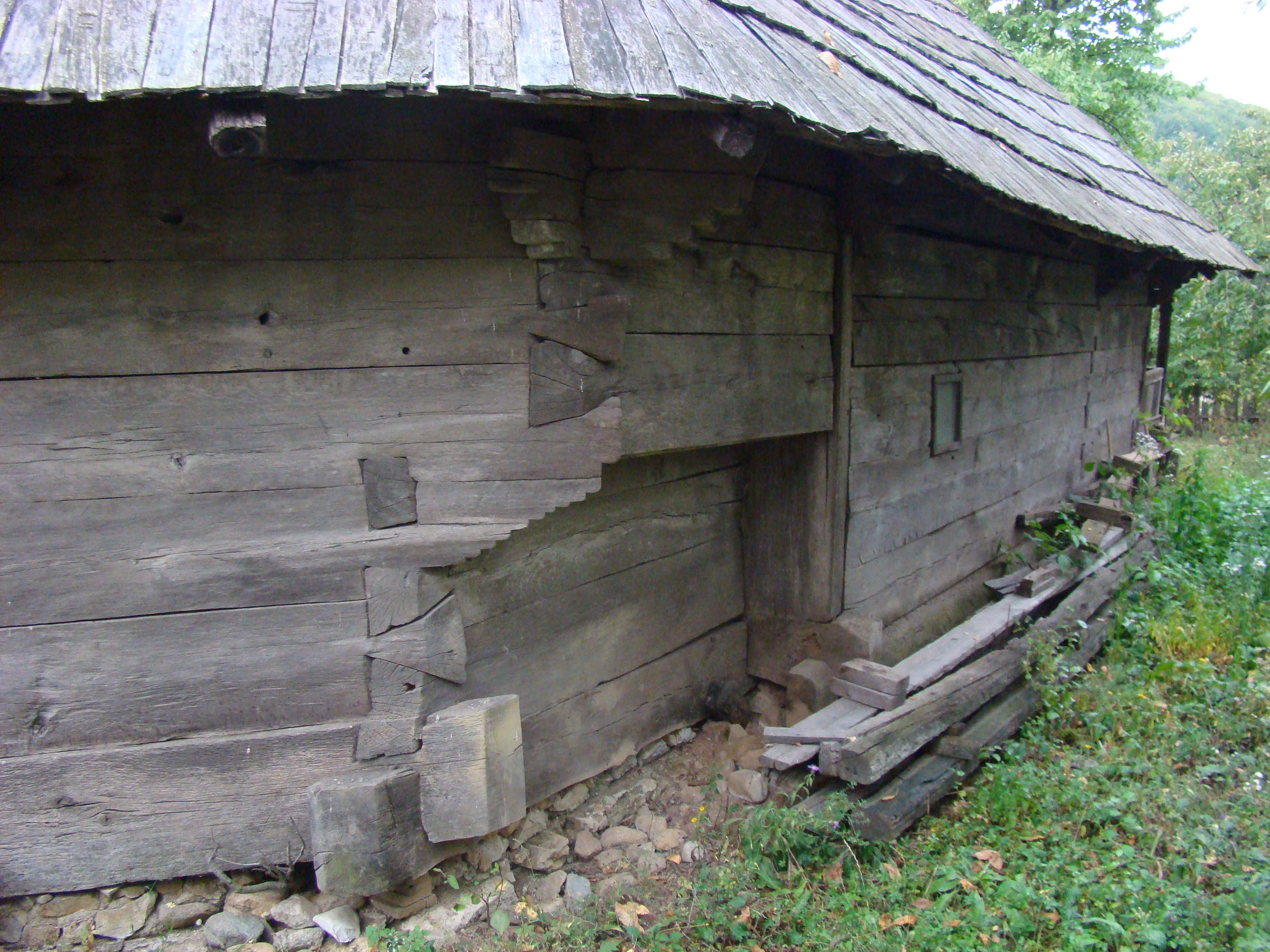
Latura de nord
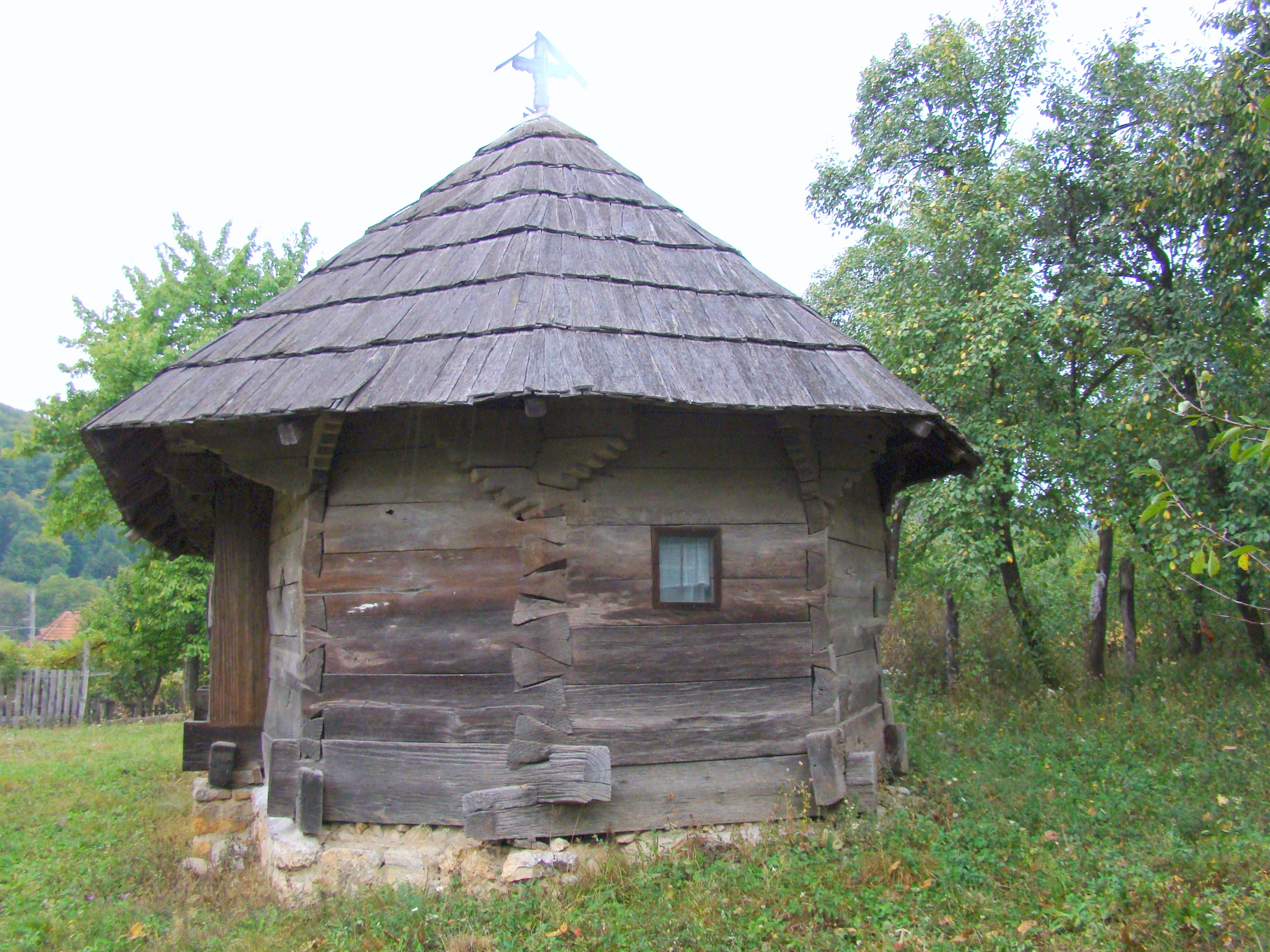
Absida altarului
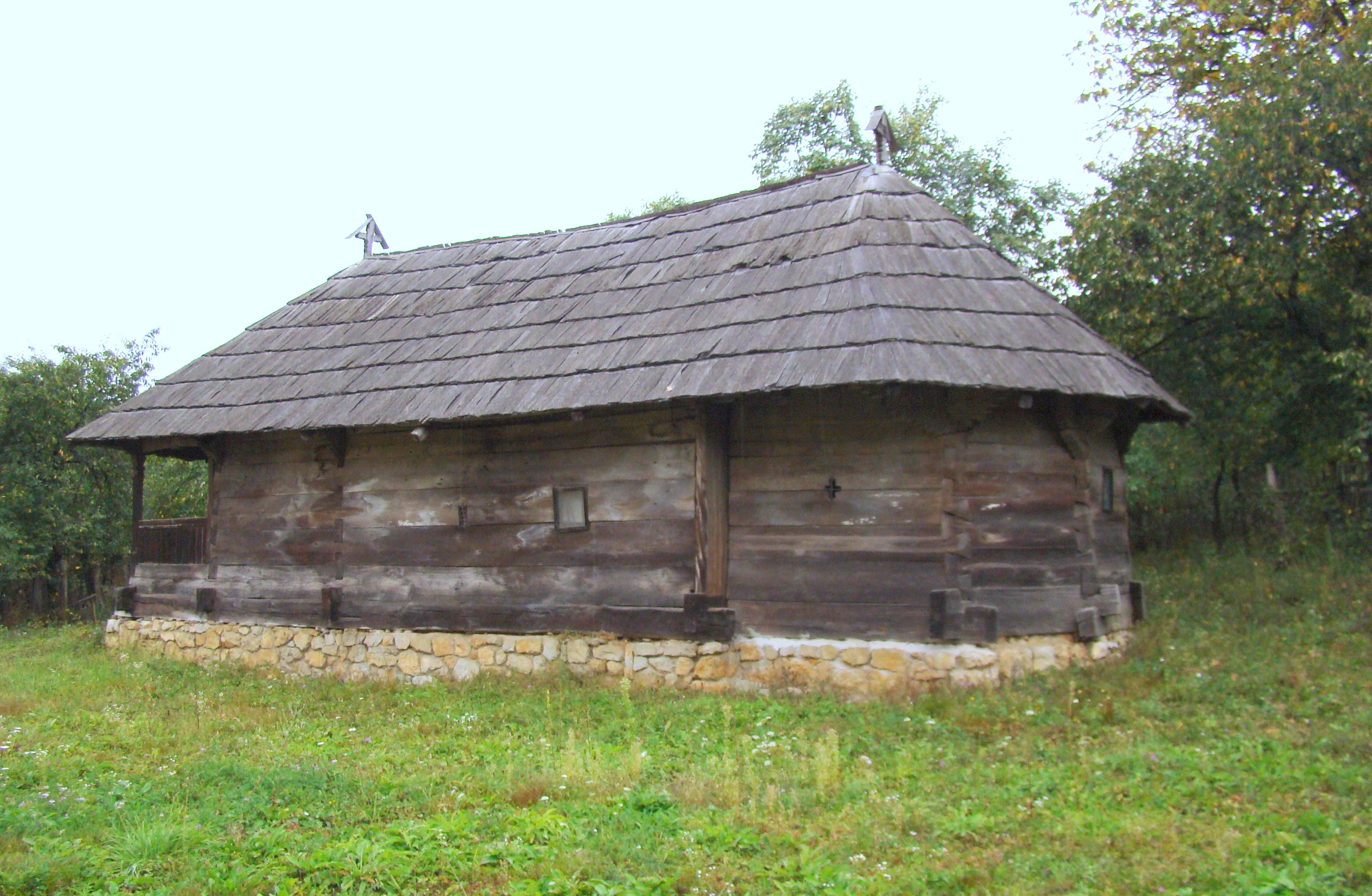
Biserica (sud-est)
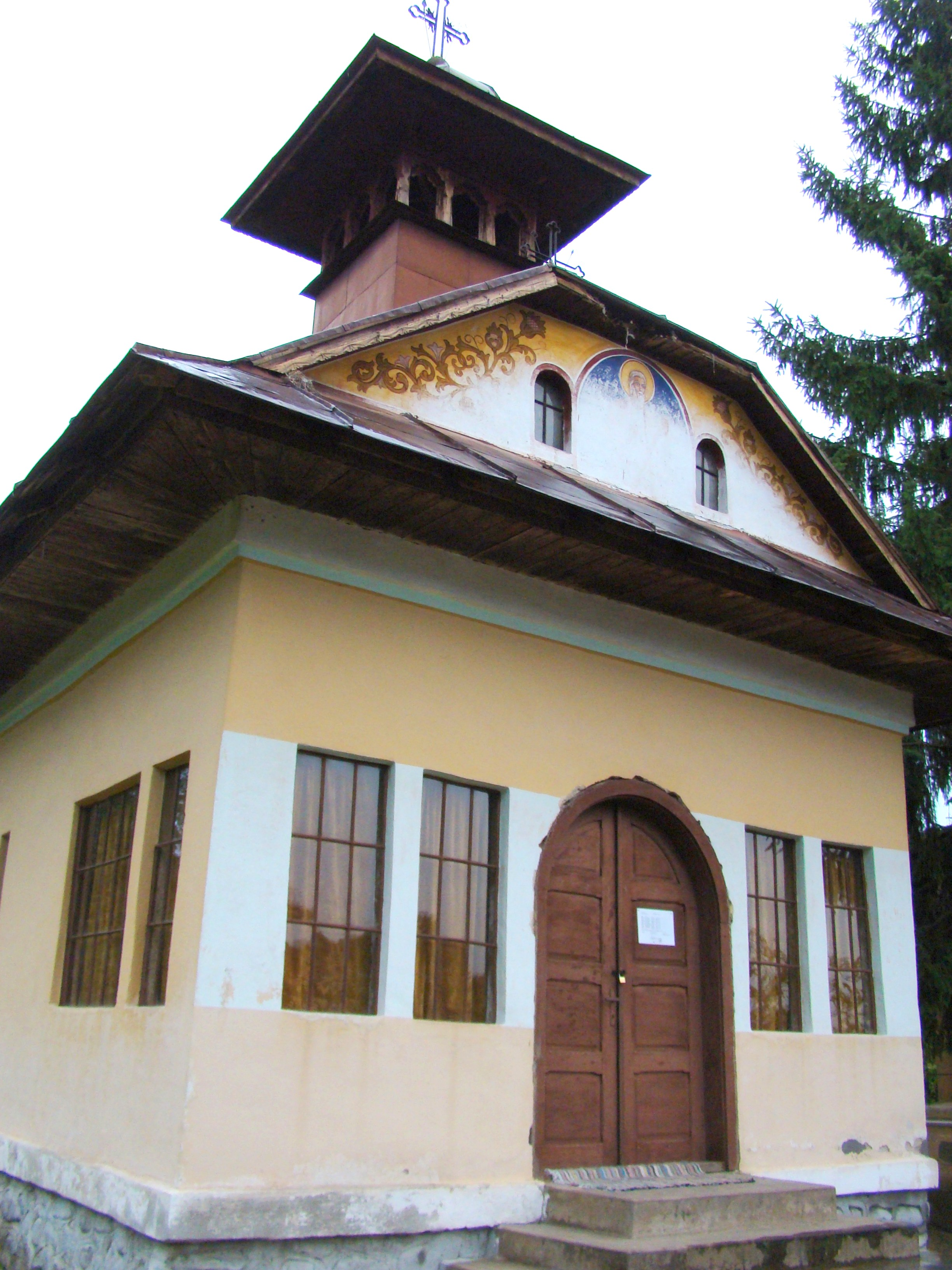
Biserica de zid